# 米軍燃料輸送列車事故
米軍燃料輸送列車事故（べいぐんねんりょうゆそうれっしゃじこ）は、1967年（昭和42年）8月8日（火曜日）午前1時45分に、新宿駅で発生した在日米軍立川基地向けの航空機用ジェット燃料輸送貨物列車が衝突炎上した事故である。

## 事故概要
1967年8月8日午前1時45分、新宿駅構内で、山手貨物線（現：埼京線・湘南新宿ライン）から中央快速下り線への渡り線を進行中の浜川崎発立川行き第2471貨物列車（EF10 38牽引、タンク車18両、米軍燃料輸送列車）の側面に、中央快速上り線を進行してきた氷川（現：奥多摩）発浜川崎行き第2470貨物列車（EF10 40牽引、ホッパ車20両）が停止信号を現示していた場内信号機を冒進し衝突した。
下り第2471貨物列車は、在日米軍立川基地向けの航空機用ジェット燃料を満載して立川に向け出発した直後であり、一方の上り第2470貨物列車は石灰石を満載の状態であった。この衝突で、第2471貨物列車の3 - 6両目が脱線し、4, 5両目が転覆、衝突によって破損したタンクから漏れた航空燃料に、衝突時に発生した火花で引火して爆発を起こし、タンク車4両（3 - 6両目）と第2470貨物列車の機関車が炎上した。
青梅街道大ガードから100メートルほど中野寄りの事故現場では、周辺30メートルほどが瞬く間に火の海と化し、火災により引き起こされた停電によってポイントの切り替えもままならない状態となったが、関係職員らの尽力により、手動操作によるポイントの切替と、構内入換に使用していたDD13形ディーゼル機関車による事故を免れた貨車の切り離しと退避が行われた。
しかし、タンク車から漏れた72トンもの航空燃料が燃えたため、新宿の夜空を明るく照らし出すほど燃え盛った炎によって高さ30メートルの火災旋風が発生して消火に手間取り鎮火は午前3時20分頃となった。加えて、大量に漏れた揮発性と引火性の高い航空燃料（灯油・ガソリン比1:1）から発生したガスが鎮火後も現場周辺に充満したため、酸素バーナーが使用できなかったこと、燃え残ったタンク車からの燃料抜き取り・タンクローリーへの移し変え作業が日本側では出来ず、在日米軍の手を借りなければならなかったことなどから復旧作業は大幅に遅れ、翌9日午前4時4分の復旧完了までの丸一日以上にわたり中央線は不通となり、国電1,100本が運休し200万人に影響が出た。 
事故の原因は第2470貨物列車運転士の信号冒進で、停止を現示していた場内信号機によるATS警報の確認扱い後、ぼんやりしていて制動操作が遅れ、非常制動をかけたものの間に合わず、10km/h前後の速度で第2471貨物列車3両目付近に衝突したこと。また牽引していたホッパ車が満載状態で重く、非常制動のかかりが悪かったことも事故発生の遠因とされている。

## 事故後の対策
この前年、国鉄全線にATSの設置が完了していたが、これは車内警報装置に5秒タイマーの非常制動機能（5秒間の警報ベル持続中に確認ボタンを押さないと非常制動がかかる）を付しただけのものであり、機能的には赤信号によるATS警報が発動した後に確認ボタンを押すと、その後は赤信号を停車しないでそのまま進行できてしまうという安全性の低いシステムだった（運行規定上は停止が義務付けられていた）。したがって、この事故のような確認扱い後の停止信号失念や操作遅れによる信号冒進に対しては全く無力であった。
そのため、国鉄はATS全形式について確認扱い後の注意喚起機能（「ジリリリリリ…」と警報ベルが鳴った際に確認ボタンを押してベルを止めても列車停止まで「キンコンキンコン…」とチャイムが鳴り続ける）を追加し、また、ATS-S形への対策として場内信号直下20mに警報「直下地上子」を新設した。
この「直下地上子」は「直下地上子で非常制動作動」と発表され報道されたが、実際には非常制動機能はなく、あくまでも車内警報発令機能だけであった。実際に直下地上子が非常制動機能を持つようになるのは、1989年4月13日に飯田線北殿駅で発生した正面衝突事故を契機としたATS-SN形への改良が終了してからである。
タンク車が本件のような脱線転覆事故を起こした場合、外部に露出している安全弁が折損して積荷が漏洩するという危険性について、安全対策上から保安度の改善・向上が従来から指摘されていたが、この事故を契機にタンク車の弁類の内蔵化が徹底されることとなった。

## 事故車両
この事故で被災し廃車となった4両のタンク車は、いずれもタキ3000形で、そのうち1両は国鉄所有のタキ3043だが、残る3両は私有貨車であった（1両は日本陸運産業株式会社所有のタキ23119、2両は米国陸軍輸送隊所有のタキ3084・タキ3085）。また、この事故の救援列車を牽引してきたのは、当時新鶴見機関区に所属していた蒸気機関車D51 451であった。
なお、この事故で廃車されたEF10 40は、省型電気機関車では2両しかない事故廃車車両のうちの1両である（もう1両は1946年に国府津駅で追突事故を起こし2年後に廃車となったEF57 12）。
従来、この事故のような国鉄に責任がある事故で私有貨車が被災した場合、金銭による賠償が行われるのが通常であった。ところがこの事故の被災車両のうち、米国陸軍輸送隊が所有していた2両については、金銭による賠償ではなく、国鉄所有のタキ3000形2両（タキ3047・タキ3049）を米国陸軍輸送隊に無償譲渡して現物賠償を行うという異例の賠償措置が取られている。

## 政治運動への影響
1964年にも米軍燃料輸送タンク車は立川駅で事故を起こしており、米軍燃料輸送関連の事故はこれが2度目であった。
米軍の燃料はベトナム戦争に派遣される航空機にも使用されるものであり、在日米軍が日本の市民の安全を危険にさらす形でベトナム戦争の兵站になっているとして、この事故により軍需輸送反対の動きが高まり反対運動が激化した。これにより「米タン（米軍燃料輸送タンク車）阻止」が、ベトナム反戦運動や学生運動のスローガンに加えられることとなった。
この事故を受け、1967年10月19日に国鉄労働組合（国労）は遵法闘争を展開した。さらに翌1968年、反対運動の激化により新宿駅で新宿騒乱事件が発生した。
また、事故を参考にジェット燃料輸送列車を襲撃する事件も発生し、1971年（昭和46年）8月26日には成田線で時限爆弾が、同年10月9日には南武線で発火装置が何者かにより仕掛けられた。以上のように標的にされる危険性が出たことから、米国陸軍輸送隊のタキ3000形の車体標記は簡略化されることになる。
現在も、米軍基地（横田飛行場）への航空機用ジェット燃料の輸送は、安善駅に隣接するアメリカ海軍鶴見貯油施設で燃料を積載したタンク車を安善駅から拝島駅までの間を鶴見線 - （浜川崎）- 浜川崎支線 - （尻手）- 尻手短絡線 - （新鶴見信号場）- 武蔵野貨物線 - （府中本町）- 南武線本線 - （立川）- 青梅線経由で行われており、最終的には拝島駅から延びる専用線を経て横田飛行場へ入る。